# 霍斯特·赫鲁贝施
霍斯特·赫鲁贝施（德語：Horst Hrubesch，1951年4月17日—）是一名德国足球教练及前足球运动员，目前执教德國國家女子足球隊。
在球员生涯中，赫鲁贝施自1975年起作为一名中锋先后效力于红白埃森、汉堡和多特蒙德，共参加过224场德甲比赛，并射入136球。其中随汉堡曾分别获得1979年、1982年和1983年的德国足球冠军以及1983年的欧洲冠军杯冠军。代表国家队上阵期间，他也获得过1980年的欧洲杯冠军和1982年的世界杯亚军。他主打的位置是中鋒，尤其精於頭球，其優異的體格和不斷以體格優勢衝撞禁區的風格使他獲得了許多和野獸、怪獸相關的綽號。

## 生平

### 球员生涯
赫鲁贝施在其24岁前都只作为一名业余球员先后混迹于佩尔库姆（FC Pelkum）、哈姆日耳曼尼亚（Germania Hamm）和韦斯特图嫩等球队，1975年，他得以无需通过青年队培训而直接加盟德甲球队红白埃森，于前两个赛季在德甲出场48次，射入38球。红白埃森在1977年降级后，赫鲁贝施仍然选择留队，并于接下来的赛季中帮助球队在德乙射入42球。
随后赫鲁贝施离开了红白埃森，汉堡击败法兰克福成功签入了这位当时炙手可热的前锋。他在汉堡受益于两位顶级教练：1978年起执教的布兰科·泽贝茨和在1981年接替前者的恩斯特·哈佩尔。泽贝茨时代的汉堡阵中拥有凯文·基冈、菲利斯·馬加夫、伊万·布连、吉米·哈特维希、彼得·诺格利和曼弗雷德·卡尔茨等球员组成的豪华阵容，哈佩尔时代则通过签入乌尔里希·斯泰因、迪特马尔·雅各布斯、拉尔斯·巴斯特鲁普、沃尔夫冈·罗尔夫、霍尔格·希罗尼穆斯和于尔根·米列夫斯基等球员进一步加强了球队实力。期间除了已经十分出色的头球能力，赫鲁贝施在足球其它领域的潜力也得到提高。
由于在俱乐部的出色表现，赫鲁贝施也顺理成章的受到了德国国家队的征召。1980年4月2日，他随德国队在慕尼黑以1:0战胜奥地利的比赛中完成了自己的国家队首秀。从1980年至1982年，赫鲁贝施共代表国家队上阵21场并射入6球，其中在由意大利举办的1980年欧洲杯决赛中，德国队以2:1战胜比利时，赫鲁贝施包办了德国队的两个入球，这也是他在国家队的首球。随后在1982年世界杯中，他又帮助德国队在与法国队进行的半决赛中助攻队友费舍尔在加时赛中扳平比分，随后在点球决胜中射入致胜点球。然而在决赛中德国队以1:3不敌意大利无缘冠军，这也成为了赫鲁贝施的最后一场国家队比赛。
1983年，汉堡在欧洲冠军杯决赛中战胜世界冠军云集的尤文图斯而赢得欧洲冠军，成为赫鲁贝施职业生涯的巅峰。汉堡在进军由雅典举行的欧冠决赛前，先后淘汰了柏林迪纳摩、奥林匹亚科斯、基辅迪纳摩和皇家蘇斯達等球队。
因为忌惮于其头球能力，赫鲁贝施被对手冠以“头球怪物（Kopfballungeheuer）”的绰号。其头球得分主要得益于搭档曼弗雷德·卡尔茨的边线传中，即所谓的“香蕉球”。赫鲁贝施在1981-82赛季的德甲联赛中凭借27个入球荣膺最佳射手，当中最具传奇色彩的比赛是1982年4月24日汉堡在客场以4:3战胜拜仁慕尼黑，主队第70分钟还以3:1领先，但汉堡凭借赫鲁贝施等人的入球在客场逆转取胜，成为汉堡在当季夺冠的重要一役。
1983年，赫鲁贝施转投比利時足球甲級聯賽，加盟标准列日，并在当地效力至1985年，于52场比赛中攻入23球。此后他又重回德甲加盟多特蒙德，但一年后因伤病原因仅参加了17场比赛，并逐渐淡出球员生涯。

### 教练生涯
赫鲁贝施于1986年接任老东家红白埃森的主教练，并将球队排名提升至德乙联赛中游。1994年11月至1995年2月，他也曾在德甲联赛中执教德累斯顿迪納摩。自2000年欧洲杯起，他成为德国国家队主帅埃里希·里贝克的助理教练，并在随后获德国足协委任为青年队主帅。期间他曾在2008年7月26日率领德國U-19国家隊在2008年歐洲U-19足球錦標賽决赛中以3:1战胜意大利并获得冠军。除德國U-19国家隊外，赫鲁贝施也曾监管德國U-20国家隊，但在2009年U20世界盃足球賽四分之一决赛中不敌巴西后而离任。此外，他还曾作为临时主帅带领德國U-21國家隊征战2009年欧洲U-21足球锦标赛，并最终获得冠军。

目前，赫鲁贝施是德國U-18国家隊的主教练。

## 私生活
赫鲁贝施自幼便热衷于在内陆水域垂钓。在其转会至汉堡后，垂钓范围还拓展至湖泊。由于文笔有限，他在其它合著者的协助下写了一本有关捕捞鳕鱼的书籍，共发行了3个版本并被售至斯堪的纳维亚半岛。除教练工作以外赫鲁贝施还在一个驯马兴趣团体中担任主席。